# The Corporation
The Corporation ist ein kanadischer Dokumentarfilm aus dem Jahr 2003. Der Film analysiert das Verhalten von Großunternehmen im Geschäftsleben. Er kommt dabei zu dem Schluss, dass solche Unternehmen in der Regel alle Kriterien für einen Psychopathen erfüllten, wenn Bewertungsmaßstäbe für menschliches Verhalten angelegt würden. Zudem wird dargelegt, dass solch ein Vergleich durchaus seine Berechtigung habe – weil Unternehmen als juristische Personen rechtlich größtenteils mit Menschen (Natürliche Personen) gleichgestellt seien. Einer der wesentlichen Aspekte des Films ist, dass Großunternehmen nur die eigenen Interessen verfolgen und dabei prinzipiell keinerlei Interessen anderer Personen – insbesondere von Menschen – berücksichtigen. Der Film wurde vom Rechtswissenschaftler Joel Bakan geschrieben und von Mark Achbar und Jennifer Abbott produziert.

## Handlung
Der Film analysiert das Handeln großer Unternehmen unter dem Gesichtspunkt, dass sie rechtlich gesehen „Personen“, in diesem Fall juristische Personen sind – dies allerdings, nach Aussage des Films, erst seit dem ausgehenden 19. Jahrhundert, als der Supreme Court, das oberste Gericht der USA, Wirtschaftsunternehmen als juristischen Personen dieselben Rechte einräumte wie Menschen als natürlichen Personen. Diese juristische Konstruktion habe sich seitdem fast weltweit durchgesetzt. Für die tatsächliche Entwicklung des Rechtsinstruments siehe Juristische Person, für die Situation in den Vereinigten Staaten, die dem Film zu Grunde liegt siehe Gesellschaftsrecht der Vereinigten Staaten.
Ausgehend davon analysierten die Filmemacher nun die Handlungen und Verhaltensweisen einer Reihe real existierender Großunternehmen (Kapitalgesellschaften) auf eine Art und Weise, als ob dies tatsächlich Menschen wären, wobei ihnen die von Ärzten und Psychologen zur Beurteilung des psychischen Zustands eines Patienten verwendeten DSM-IV-Richtlinien als Maßstab dienten. Ausgewertet wurden dabei nur tatsächlich geschehene und durch Medienberichte dokumentierte Aktivitäten bekannter Unternehmen, vorwiegend aus den USA, mit dem Resultat, dass alle untersuchten Kapitalgesellschaften – als Menschen betrachtet – die Kriterien schwerster psychischer Störungen erfüllten. Der für den Film interviewte Robert D. Hare, Psychologieprofessor an der University of British Columbia und FBI-Berater, schloss daraus, dass ein profitgeleiteter Konzern nach klinischen Gesichtspunkten einem Psychopathen gleichzusetzen wäre.
Nach den Ursachen dieses Umstands suchend, liefert der Film einen kurzen historischen Abriss der Geschichte unternehmerischer Rechtsformen, mit dem Ergebnis, dass die Entwicklung zu dem im Film dokumentierten unverantwortlichen Verhalten mit der Ablösung des persönlich für sein Unternehmen haftenden Unternehmers durch die anonyme Kapitalgesellschaft eingeleitet wurde, bei der niemand mehr wirklich für das Handeln des Unternehmens als Ganzen haftbar ist.
Andere Themen sind zum Beispiel: Smedley Butler und der 1933 versuchte Coup gegen Franklin D. Roosevelt; die Privatisierung der städtischen Wasserversorgung Boliviens durch die Bechtel Corporation im Jahr 2000 und die daraus resultierenden Proteste in Cochabamba.
Der Film enthält außerdem Interviews mit prominenten Kapitalismuskritikern wie Noam Chomsky, Naomi Klein, Michael Moore, Vandana Shiva und Howard Zinn einerseits, andererseits aber auch Meinungen von bekannten Managern wie Ray Anderson, sowie Standpunkte von Peter Drucker, Milton Friedman und anderen Befürwortern der freien Marktwirtschaft wie dem Fraser Institute. Weiterhin wird Samuel Epstein zum Unternehmen Monsanto interviewt, welches das umstrittene Wachstumshormon Posilac vertrieb, um die Milchproduktion zu erhöhen.

## Hintergrundinformationen
Gedreht wurde in Celebration (Florida) und in Vancouver (Kanada).
Die Dokumentation wurde weltweit im Fernsehen als dreiteilige Serie ausgestrahlt und ist auf DVD erhältlich. Darüber hinaus kann die englische Originalfassung kostenlos und legal über das BitTorrent-Netzwerk heruntergeladen werden.
Die Dokumentation steht auch mit deutschen Untertiteln auf Youtube zur Verfügung.

## Kritiken
Das als sehr wirtschaftsfreundlich bekannte Magazin The Economist schrieb über den Film: „Beide Lager der Globalisierungsdebatte sollten aufmerken. The Corporation ist ein überraschend rationaler und intelligenter Angriff auf die wichtigste Institution des Kapitalismus.“

## Auszeichnungen (Auswahl)
- 2003 erreichten Mark Achbar und Jennifer Abbott den dritten Platz den People’s Choice Award beim Toronto International Film Festival.
- 2003 wurde The Corporation am Vancouver International Film Festival als beliebtester kanadischer Film ausgezeichnet.
- 2004 gewannen Jennifer Abbott und Mark Achbar den Publikumspreis beim Sundance Film Festival.
- 2004 gewann der Film den Environmental Media Award in der Kategorie Dokumentarfilm[3]
- 2005 gewann der Film einen Genie Award als bester Dokumentarfilm.